# Helena (mitologija)
Helena je v grški mitologiji hči Zevsa in Lede; sestra Kastorja in Polidevka.
Helenina mati Leda je Zevsu, ki jo je obiskal v podobi laboda, iz jajca zvalila Heleno in brata dvojčka Kastorja in Poldevka, imenovana Dioskura. Helenin »zemeljski« oče je bil Tindarej , špartanski kralj. Neopisljiva lepota Helene jo je naredila za eno najslavnejših oseb grške mitologije. Nastopa v tolikih različicah, da je težko izluščiti izvirne značilnosti njenega mita. 
Najlepša zemljanka se je poročila s špartanskim kraljem Menelajem in mu rodila hčer Hermiono. Ko jo je, najverjetneje z njenim privoljenjem, ugrabil trojanski kraljevič Paris in jo odpeljal v Trojo, je s tem izzval trojansko vojno. Po desetih letih vojskovanja za Trojo je Paris umrl, lepa Helena pa je spet srečno zaživela z Menelajem v Sparti. 